# Bahnrad-Weltcup 2006/07
Der UCI Bahnrad-Weltcup 2006/2007 begann am 17. November 2006 und endete am 25. Februar 2007. Er wurde von der UCI ausgetragen und fand in den vier Städten Sydney, Moskau, Los Angeles und Manchester statt.

## Männer

### Keirin

#### Ergebnisse
| Datum             | Ort         | Sieger           | Zweiter     | Dritter          |
| ----------------- | ----------- | ---------------- | ----------- | ---------------- |
| 17. November 2006 | Sydney      | Theo Bos         | Ryan Bayley | René Wolff       |
| 15. Dezember 2006 | Moskau      | Andrij Wynokurow | Teun Mulder | Mickaël Bourgain |
| 19. Januar 2007   | Los Angeles | Chris Hoy        | Ross Edgar  | Shane Perkins    |
| 23. Februar 2007  | Manchester  | Shane Perkins    | Qi Tang     | Hodei Mazquiaran |

#### Stand
| Pos. | Fahrer           | Syd | Mos | LA | Man | Punkte |
| ---- | ---------------- | --- | --- | -- | --- | ------ |
| 1.   | Shane Perkins    | –   | –   | 8  | 12  | 20     |
| 2.   | Andrij Wynokurow | –   | 12  | –  | 1   | 13     |
| 3.   | Theo Bos         | 12  | –   | –  | –   | 12     |
|      | Chris Hoy        | –   | –   | 12 | –   | 12     |
|      | Teun Mulder      | –   | 10  | –  | 2   | 12     |
| 6.   | Mark French      | 5   | 6   | –  | –   | 11     |
|      | Roberto Chiappa  | 7   | –   | 4  | –   | 11     |
| 8.   | Ryan Bayley      | 10  | –   | –  | –   | 10     |
|      | Ross Edgar       | –   | –   | 10 | –   | 10     |
|      | Qi Tang          | –   | –   | –  | 10  | 10     |

### 1000-m-Zeitfahren

#### Ergebnisse
| Datum             | Ort         | Sieger               | Zweiter           | Dritter          |
| ----------------- | ----------- | -------------------- | ----------------- | ---------------- |
| 17. November 2006 | Sydney      | Chris Hoy            | Jason Queally     | Tim Veldt        |
| 15. Dezember 2006 | Moskau      | Michael Seidenbecher | Kévin Sireau      | Jewhen Bolibruch |
| 19. Januar 2007   | Los Angeles | François Pervis      | Carsten Bergemann | Yusho Oikawa     |
| 23. Februar 2007  | Manchester  | Chris Hoy            | François Pervis   | Tim Veldt        |

#### Stand
| Pos. | Fahrer               | Syd | Mos | LA | Man | Punkte |
| ---- | -------------------- | --- | --- | -- | --- | ------ |
| 1.   | Chris Hoy            | 12  | –   | –  | 12  | 24     |
| 2.   | François Pervis      | –   | –   | 12 | 10  | 22     |
| 3.   | Tim Veldt            | 8   | –   | –  | 8   | 16     |
|      | Jewhen Bolibruch     | 2   | 8   | –  | 6   | 16     |
| 5.   | Carsten Bergemann    | 4   | –   | 10 | –   | 14     |
| 6.   | Michael Seidenbecher | –   | 12  | –  | –   | 12     |
|      | Marco Brossa         | –   | 6   | 6  | –   | 12     |
| 8.   | Kévin Sireau         | –   | 10  | –  | –   | 10     |
|      | Jason Queally        | 10  | –   | –  | –   | 10     |
| 10.  | Yusho Oikawa         | 1   | –   | 8  | –   | 9      |

### Scratch

#### Ergebnisse
| Datum             | Ort         | Sieger           | Zweiter         | Dritter              |
| ----------------- | ----------- | ---------------- | --------------- | -------------------- |
| 17. November 2006 | Sydney      | Wassil Kiryjenka | Giuseppe Atzeni | Wim Stroetinga       |
| 15. Dezember 2006 | Moskau      | Iwan Kowaljow    | Mitchell Docker | Martin Bláha         |
| 19. Januar 2007   | Los Angeles | Russell Hampton  | Wim Stroetinga  | Walter Pérez         |
| 23. Februar 2007  | Manchester  | Rafał Ratajczyk  | Roger Kluge     | Charles Bradley Huff |

#### Stand
| Pos. | Fahrer               | Syd | Mos | LA | Man | Punkte |
| ---- | -------------------- | --- | --- | -- | --- | ------ |
| 1.   | Wassil Kiryjenka     | 12  | 6   | –  | –   | 18     |
|      | Wim Stroetinga       | 8   | –   | 10 | –   | 18     |
|      | Rafał Ratajczyk      | –   | –   | 6  | 12  | 18     |
| 4.   | Russell Hampton      | –   | –   | 12 | 1   | 13     |
| 5.   | Iwan Kowaljow        | –   | 12  | –  | –   | 12     |
|      | Walter Pérez         | –   | –   | 8  | 4   | 12     |
| 7.   | Mitchell Docker      | –   | 10  | –  | –   | 10     |
|      | Giuseppe Atzeni      | 10  | –   | –  | –   | 10     |
|      | Roger Kluge          | –   | –   | –  | 10  | 10     |
|      | Charles Bradley Huff | –   | –   | 2  | 8   | 10     |

### 4000-m-Einerverfolgung

#### Ergebnisse
| Datum             | Ort         | Sieger          | Zweiter         | Dritter        |
| ----------------- | ----------- | --------------- | --------------- | -------------- |
| 17. November 2006 | Sydney      | Alexander Serow | Robert Bengsch  | Phillip Thuaux |
| 15. Dezember 2006 | Moskau      | Robert Bartko   | Rob Hayles      | Paul Manning   |
| 19. Januar 2007   | Los Angeles | Witalij Popkow  | Fabien Sanchez  | Waleri Walynin |
| 23. Februar 2007  | Manchester  | Bradley Wiggins | Alexander Serow | Bradley McGee  |

#### Stand
| Pos. | Fahrer           | Syd | Mos | LA | Man | Punkte |
| ---- | ---------------- | --- | --- | -- | --- | ------ |
| 1.   | Alexander Serow  | 12  | 7   | –  | 10  | 29     |
| 2.   | Jens Mouris      | 7   | 6   | –  | 7   | 20     |
| 3.   | Fabien Sanchez   | 2   | –   | 10 | 2   | 14     |
| 4.   | Sergi Escobar    | –   | –   | 7  | 6   | 13     |
| 5.   | Robert Bartko    | –   | 12  | –  | –   | 12     |
|      | Witalij Popkow   | –   | –   | 12 | –   | 12     |
|      | Bradley Wiggins  | –   | –   | –  | 12  | 12     |
|      | David O’Loughlin | –   | 3   | 6  | 3   | 12     |
| 9.   | Rob Hayles       | –   | 10  | –  | –   | 10     |
|      | Robert Bengsch   | 10  | –   | –  | –   | 10     |

### Mannschaftsverfolgung

#### Ergebnisse
| Datum             | Ort         | Sieger                                                                        | Zweiter                                                                  | Dritter                                                                        |
| ----------------- | ----------- | ----------------------------------------------------------------------------- | ------------------------------------------------------------------------ | ------------------------------------------------------------------------------ |
| 18. November 2006 | Sydney      | Russland Michail Ignatjew Iwan Rowny Alexander Serow Nikolai Trussow          | Dänemark Michael Mørkøv Casper Jørgensen Jens-Erik Madsen Alex Rasmussen | Ukraine Roman Kononenko Ljubomyr Polatajko Maxym Polischuk Witalij Schtschedow |
| 16. Dezember 2006 | Moskau      | Recycling.co.uk Ed Clancy Geraint Thomas Paul Manning Chris Newton            | Russland Iwan Kowaljow Alexander Serow Nikolai Trussow Iwan Rowny        | Deutschland Robert Bartko Robert Bengsch Guido Fulst Leif Lampater             |
| 20. Januar 2007   | Los Angeles | Ukraine Witalij Popkow Ljubomyr Polatajko Maxym Polischuk Witalij Schtschedow | Dänemark Michael Mørkøv Casper Jørgensen Jens-Erik Madsen Alex Rasmussen | Russland Waleri Walynin Wassili Chatunzew Konstantin Ponomarjow Alexei Schmidt |
| 24. Februar 2007  | Manchester  | Großbritannien Ed Clancy Robert Hayles Paul Manning Bradley Wiggins           | Russland Alexei Bauer Jewgeni Kowaljow Iwan Kowaljow Nikolai Trussow     | Team 100% Me Jonathan Bellis Steven Burke Ben Swift Andrew Tennant             |

#### Stand
| Pos. | Fahrer                 | Syd | Mos | LA | Man | Punkte |
| ---- | ---------------------- | --- | --- | -- | --- | ------ |
| 1.   | Russland               | 12  | 8   | 8  | 10  | 38     |
| 2.   | Ukraine                | 8   | 7   | 12 | –   | 27     |
| 3.   | Vereinigtes Königreich | –   | 6   | 7  | 12  | 25     |
| 4.   | Dänemark               | 10  | 2   | 10 | 1   | 23     |
| 5.   | Neuseeland             | 5   | 3   | 6  | 6   | 20     |
| 6.   | Spanien                | 3   | 5   | 4  | 7   | 19     |
| 7.   | Niederlande            | 7   | –   | 3  | 4   | 14     |
| 8.   | Deutschland            | 1   | 10  | 2  | –   | 13     |
| 9.   | Recycling.co.uk        | –   | 12  | –  | –   | 12     |
| 10.  | Australien             | 6   | –   | –  | 5   | 11     |

### Sprint

#### Ergebnisse
| Datum             | Ort         | Sieger          | Zweiter         | Dritter          |
| ----------------- | ----------- | --------------- | --------------- | ---------------- |
| 18. November 2006 | Sydney      | Craig MacLean   | Ross Edgar      | Teun Mulder      |
| 16. Dezember 2006 | Moskau      | Theo Bos        | Stefan Nimke    | Craig MacLean    |
| 20. Januar 2007   | Los Angeles | Grégory Baugé   | Roberto Chiappa | Ross Edgar       |
| 24. Februar 2007  | Manchester  | Arnaud Tournant | Chris Hoy       | Mickaël Bourgain |

#### Stand
| Pos. | Fahrer           | Syd | Mos | LA | Man | Punkte |
| ---- | ---------------- | --- | --- | -- | --- | ------ |
| 1.   | Craig MacLean    | 12  | 8   | –  | –   | 20     |
| 2.   | Ross Edgar       | 10  | –   | 8  | –   | 18     |
| 3.   | Mark French      | 7   | 6   | –  | 3   | 16     |
|      | Chris Hoy        | –   | –   | 6  | 10  | 16     |
| 5.   | Arnaud Tournant  | 2   | –   |    | 12  | 14     |
| 6.   | Mickaël Bourgain | –   | 5   | 4  | 8   | 13     |
| 7.   | Theo Bos         | –   | 12  | –  | –   | 12     |
|      | Grégory Baugé    | –   | –   | 12 | –   | 12     |
| 9.   | Stefan Nimke     | –   | 10  | –  | –   | 10     |
|      | Roberto Chiappa  | –   | –   | 10 | –   | 10     |

### Punktefahren

#### Ergebnisse
| Datum             | Ort         | Sieger           | Zweiter            | Dritter               |
| ----------------- | ----------- | ---------------- | ------------------ | --------------------- |
| 18. November 2006 | Sydney      | Michail Ignatjew | Greg Henderson     | Wassil Kiryjenka      |
| 16. Dezember 2006 | Moskau      | Michail Ignatjew | Wassil Kiryjenka   | Olexandr Poliwoda     |
| 20. Januar 2007   | Los Angeles | Cameron Meyer    | Chris Newton       | Sergei Kolesnikow     |
| 24. Februar 2007  | Manchester  | Sergei Klimow    | Ioannis Tamouridis | Juan Esteban Curuchet |

#### Stand
| Pos. | Fahrer                | Syd | Mos | LA | Man | Punkte |
| ---- | --------------------- | --- | --- | -- | --- | ------ |
| 1.   | Michail Ignatjew      | 12  | 12  | –  | –   | 24     |
| 2.   | Wassil Kiryjenka      | 8   | 10  | –  | –   | 18     |
| 3.   | Ioannis Tamouridis    | 5   | –   | –  | 10  | 15     |
| 4.   | Cameron Meyer         | –   | –   | 12 | –   | 12     |
|      | Sergei Klimow         | –   | –   | –  | 12  | 12     |
| 6.   | Greg Henderson        | 10  | –   | –  | –   | 10     |
|      | Chris Newton          | –   | –   | 10 | –   | 10     |
| 8.   | Olexandr Poliwoda     | –   | 8   | –  | –   | 8      |
|      | Sergei Kolesnikow     | –   | –   | 8  | –   | 8      |
|      | Juan Esteban Curuchet | –   | –   | –  | 8   | 8      |

### Madison

#### Ergebnisse
| Datum             | Ort         | Sieger                                    | Zweiter                                                     | Dritter                                       |
| ----------------- | ----------- | ----------------------------------------- | ----------------------------------------------------------- | --------------------------------------------- |
| 19. November 2006 | Sydney      | Russland Michail Ignatjew Nikolai Trussow | Dänemark Michael Mørkøv Alex Rasmussen                      | Argentinien Sebastián Donadío Jorge Pi        |
| 17. Dezember 2006 | Moskau      | Niederlande Jens Mouris Danny Stam        | Omnibike Dynamo Moscow Konstantin Ponomarjow Alexei Schmidt | Dänemark Michael Mørkøv Alex Rasmussen        |
| 21. Januar 2007   | Los Angeles | Dänemark Michael Mørkøv Alex Rasmussen    | Belgien Kenny De Ketele Steve Schets                        | Russland Konstantin Ponomarjow Alexei Schmidt |
| 25. Februar 2007  | Manchester  | Niederlande Jens Mouris Peter Schep       | Großbritannien Robert Hayles Geraint Thomas                 | Russland Nikolai Trussow Sergei Klimow        |

#### Stand
| Pos. | Fahrer                 | Syd | Mos | LA | Man | Punkte |
| ---- | ---------------------- | --- | --- | -- | --- | ------ |
| 1.   | Niederlande            | 7   | 12  | 4  | 12  | 35     |
| 2.   | Dänemark               | 10  | 8   | 12 | 4   | 34     |
| 3.   | Russland               | 12  | 3   | 8  | 8   | 31     |
| 4.   | Argentinien            | 8   | –   | 7  | 5   | 20     |
| 5.   | Vereinigtes Königreich | –   | 7   | –  | 10  | 17     |
| 6.   | Belgien                | –   | 6   | 10 | –   | 16     |
| 7.   | Italien                | 6   | 4   | 5  | –   | 15     |
| 8.   | Omnibike Dynamo Moscow | –   | 10  | 3  | –   | 13     |
| 9.   | Tschechien             | –   | 1   | 1  | 6   | 8      |
| 10.  | Team 100% Me           | –   | –   | –  | 7   | 7      |
|      | Frankreich             | 5   | –   | –  | 2   | 7      |

### Teamsprint

#### Ergebnisse
| Datum             | Ort         | Sieger                                                    | Zweiter                                                          | Dritter                                                       |
| ----------------- | ----------- | --------------------------------------------------------- | ---------------------------------------------------------------- | ------------------------------------------------------------- |
| 19. November 2006 | Sydney      | Großbritannien Ross Edgar Chris Hoy Craig MacLean         | Niederlande Theo Bos Teun Mulder Tim Veldt                       | Science in Sport Matthew Crampton Jason Queally Jamie Staff   |
| 17. Dezember 2006 | Moskau      | Großbritannien Matthew Crampton Jason Kenny Craig MacLean | Niederlande Theo Bos Teun Mulder Tim Veldt                       | Frankreich Grégory Baugé Mickaël Bourgain Kévin Sireau        |
| 21. Januar 2007   | Los Angeles | Großbritannien Matthew Crampton Chris Hoy Jamie Staff     | Frankreich Grégory Baugé François Pervis Kévin Sireau            | Science in Sport Ross Edgar Jason Queally Jason Kenny         |
| 25. Februar 2007  | Manchester  | Großbritannien Ross Edgar Chris Hoy Craig MacLean         | Deutschland Robert Förstemann Matthias John Michael Seidenbecher | SouthAustralia.com Shane Perkins Scott Sunderland Ryan Bayley |

#### Stand
| Pos. | Fahrer                 | Syd | Mos | LA | Man | Punkte |
| ---- | ---------------------- | --- | --- | -- | --- | ------ |
| 1.   | Vereinigtes Königreich | 12  | 12  | 12 | 12  | 48     |
| 2.   | Deutschland            | 6   | 7   | 7  | 10  | 30     |
| 3.   | Frankreich             | 5   | 8   | 10 | –   | 23     |
| 4.   | Niederlande            | 10  | 10  | –  | –   | 20     |
| 5.   | Japan                  | 1   | 6   | 4  | 6   | 17     |
| 6.   | Science in Sport       | 8   | –   | 8  | –   | 16     |
|      | Australien             | 3   | –   | 6  | 7   | 16     |
| 8.   | South Australia        | 7   | –   | –  | 8   | 15     |
| 9.   | Polen                  | 4   | 3   | 5  | 1   | 13     |
| 10.  | Volksrepublik China    | 2   | 5   | 3  | –   | 10     |

## Frauen

### Sprint

#### Ergebnisse
| Datum             | Ort         | Sieger             | Zweiter            | Dritter            |
| ----------------- | ----------- | ------------------ | ------------------ | ------------------ |
| 17. November 2006 | Sydney      | Natalja Zilinskaja | Victoria Pendleton | Clara Sanchez      |
| 15. Dezember 2006 | Moskau      | Natalja Zilinskaja | Lisandra Guerra    | Simona Krupeckaitė |
| 19. Januar 2007   | Los Angeles | Anna Meares        | Clara Sanchez      | Jane Gerisch       |
| 23. Februar 2007  | Manchester  | Victoria Pendleton | Guo Shuang         | Anna Meares        |

#### Stand
| Pos. | Fahrer                | Syd | Mos | LA | Man | Punkte |
| ---- | --------------------- | --- | --- | -- | --- | ------ |
| 1.   | Anna Meares           | 6   | –   | 12 | 8   | 26     |
|      | Victoria Pendleton    | 10  | 4   | –  | 12  | 26     |
| 3.   | Natalja Zilinskaja    | 12  | 12  | –  | –   | 24     |
| 4.   | Clara Sanchez         | 8   | –   | 10 | –   | 18     |
| 5.   | Guo Shuang            | 5   | –   | –  | 10  | 15     |
|      | Swetlana Grankowskaja | –   | 5   | 5  | 5   | 15     |
| 7.   | Willy Kanis           | –   | 3   | 4  | 6   | 13     |
| 8.   | Simona Krupeckaitė    | 4   | 8   | –  | –   | 12     |
| 9.   | Lisandra Guerra       | –   | 10  | –  | –   | 10     |
|      | Jane Gerisch          | 2   | –   | 8  | –   | 10     |
|      | Yvonne Hijgenaar      | 7   | –   | –  | 3   | 10     |

### Punktefahren

#### Ergebnisse
| Datum             | Ort         | Sieger                | Zweiter               | Dritter           |
| ----------------- | ----------- | --------------------- | --------------------- | ----------------- |
| 17. November 2006 | Sydney      | Katherine Bates       | Giorgia Bronzini      | Li Yan            |
| 15. Dezember 2006 | Moskau      | Giorgia Bronzini      | Yoanka González Pérez | Julija Arustamowa |
| 19. Januar 2007   | Los Angeles | Sarah Hammer          | Yoanka González Pérez | Leire Olaberria   |
| 23. Februar 2007  | Manchester  | Yoanka González Pérez | Belinda Goss          | Mie Bekker Lacota |

#### Stand
| Pos. | Fahrer                | Syd | Mos | LA | Man | Punkte |
| ---- | --------------------- | --- | --- | -- | --- | ------ |
| 1.   | Yoanka González Pérez | –   | 10  | 10 | 12  | 32     |
| 2.   | Giorgia Bronzini      | 10  | 12  | 2  | –   | 24     |
| 3.   | Julija Arustamowa     | 7   | 8   | –  | –   | 15     |
| 4.   | Li Yan                | 8   | 6   | –  | –   | 14     |
| 5.   | Charlotte Becker      | 6   | –   | 7  | –   | 13     |
|      | Jianling Wang         | 1   | 4   | 6  | 2   | 13     |
| 7.   | Katherine Bates       | 12  | –   | –  | –   | 12     |
|      | Sarah Hammer          | –   | –   | 12 | –   | 12     |
| 9.   | Belinda Goss          | –   | –   | –  | 10  | 10     |
| 10.  | Dorronsoro Olaberri   | –   | –   | 8  | –   | 8      |
|      | Yumari González       | –   | 7   | 1  | –   | 8      |
|      | Mie Bekker Lacota     | –   | –   | –  | 8   | 8      |
|      | Belem Guerrero        | –   | 2   | –  | 6   | 8      |

### Einerverfolgung

#### Ergebnisse
| Datum             | Ort         | Sieger            | Zweiter           | Dritter                    |
| ----------------- | ----------- | ----------------- | ----------------- | -------------------------- |
| 18. November 2006 | Sydney      | Kate Mactier      | Wendy Houvenaghel | Vilija Sereikaitė          |
| 16. Dezember 2006 | Moskau      | Wendy Houvenaghel | Rebecca Romero    | Larissa Kleinmann          |
| 20. Januar 2007   | Los Angeles | Sarah Hammer      | Verena Jooß       | María Luisa Calle Williams |
| 24. Februar 2007  | Manchester  | Wendy Houvenaghel | Rebecca Romero    | Alison Shanks              |

#### Stand
| Pos. | Fahrer                     | Syd | Mos | LA | Man | Punkte |
| ---- | -------------------------- | --- | --- | -- | --- | ------ |
| 1.   | Wendy Houvenaghel          | 10  | 12  | –  | 12  | 34     |
| 2.   | Rebecca Romero             | –   | 10  | –  | 10  | 20     |
| 3.   | Jelysaweta Botschkarjowa   | 5   | 5   | 5  | –   | 15     |
| 4.   | Cathy Moncassin            | –   | 7   | 6  | –   | 13     |
| 5.   | Katie Mactier              | 12  | –   | –  | –   | 12     |
|      | Sarah Hammer               | –   | –   | 12 | –   | 12     |
| 7.   | Verena Jooß                | –   | –   | 10 | –   | 10     |
|      | Martina Růžičková          | –   | 6   | –  | 4   | 10     |
| 9.   | Marllijn Binnendijk        | –   | 2   | 2  | 5   | 9      |
| 10.  | Larissa Kleinmann          | –   | 8   | –  | –   | 8      |
|      | Lessja Kalytowska          | 4   | 4   | –  | –   | 8      |
|      | Vilija Sereikaitė          | 8   | –   | –  | –   | 8      |
|      | María Luisa Calle Williams | –   | –   | 8  | –   | 8      |
|      | Trine Schmidt              | –   | –   | –  | 8   | 8      |

### Teamsprint

#### Ergebnisse
| Datum             | Ort         | Sieger                       | Zweiter                      | Dritter                         |
| ----------------- | ----------- | ---------------------------- | ---------------------------- | ------------------------------- |
| 18. November 2006 | Sydney      | Anna Meares Kerrie Meares    | Jane Gerisch Dana Glöß       | Clara Sanchez Virginie Cueff    |
| 16. Dezember 2006 | Moskau      | Yvonne Hijgenaar Willy Kanis | Christin Muche Dana Glöß     | Sandie Clair Virginie Cueff     |
| 20. Januar 2007   | Los Angeles | Yvonne Hijgenaar Willy Kanis | Kaarle McCulloch Anna Meares | Yumari González Lisandra Guerra |
| 24. Februar 2007  | Manchester  | Yvonne Hijgenaar Willy Kanis | Anna Blyth Shanaze Reade     | Anna Meares Kristine Bayley     |

#### Stand
| Pos. | Fahrer                 | Syd | Mos | LA | Man | Punkte |
| ---- | ---------------------- | --- | --- | -- | --- | ------ |
| 1.   | Niederlande            | –   | 12  | 12 | 12  | 36     |
| 2.   | Australien             | 12  | –   | 10 | 8   | 30     |
| 3.   | Russland               | 6   | 7   | 6  | 5   | 24     |
| 4.   | Frankreich             | 8   | 8   | –  | 7   | 23     |
| 5.   | Deutschland            | 10  | 10  | 2  | –   | 22     |
| 6.   | Italien                | 7   | –   | 4  | –   | 11     |
| 7.   | Vereinigtes Königreich | –   | –   | –  | 10  | 10     |
| 8.   | Polen                  | –   | –   | 5  | 4   | 9      |
| 9.   | Kuba                   | –   | –   | 8  | –   | 8      |
| 10.  | Vereinigte Staaten     | –   | –   | 7  | –   | 7      |

### 500-m-Zeitfahren

#### Ergebnisse
| Datum             | Ort         | Sieger             | Zweiter            | Dritter            |
| ----------------- | ----------- | ------------------ | ------------------ | ------------------ |
| 19. November 2006 | Sydney      | Anna Meares        | Simona Krupeckaitė | Yvonne Hijgenaar   |
| 17. Dezember 2006 | Moskau      | Lisandra Guerra    | Natalja Zilinskaja | Simona Krupeckaitė |
| 21. Januar 2007   | Los Angeles | Lisandra Guerra    | Willy Kanis        | Guo Shuang         |
| 25. Februar 2007  | Manchester  | Victoria Pendleton | Yvonne Hijgenaar   | Anna Blyth         |

#### Stand
| Pos. | Fahrer             | Syd | Mos | LA | Man | Punkte |
| ---- | ------------------ | --- | --- | -- | --- | ------ |
| 1.   | Lisandra Guerra    | –   | 12  | 12 | –   | 24     |
|      | Yvonne Hijgenaar   | 8   | 6   | –  | 10  | 24     |
| 3.   | Simona Krupeckaitė | 10  | 8   | –  | –   | 18     |
| 4.   | Natalja Zilinskaja | 7   | 10  | –  | –   | 17     |
| 5.   | Guo Shuang         | 6   | –   | 8  | –   | 14     |
| 6.   | Anna Meares        | 12  | –   | –  | –   | 12     |
|      | Victoria Pendleton | 1   | –   | –  | 12  | 12     |
|      | Anna Blyth         | –   | 4   | –  | 8   | 12     |
| 9.   | Nancy Contreras    | –   | –   | 4  | 7   | 11     |
| 10.  | Willy Kanis        | –   | –   | 10 | –   | 10     |
|      | Sandie Clair       | –   | 3   | 7  | –   | 10     |

### Scratch

#### Ergebnisse
| Datum             | Ort         | Sieger             | Zweiter           | Dritter               |
| ----------------- | ----------- | ------------------ | ----------------- | --------------------- |
| 19. November 2006 | Sydney      | Vera Koedooder     | Charlotte Becker  | Aljona Prudnikowa     |
| 17. Dezember 2006 | Moskau      | Annalisa Cucinotta | Lessja Kalytowska | Yoanka González Pérez |
| 21. Januar 2007   | Los Angeles | Sarah Hammer       | Rebecca Quinn     | Adrie Visser          |
| 25. Februar 2007  | Manchester  | Jianling Wang      | Belinda Goss      | Yumari González       |

#### Stand
| Pos. | Fahrer                | Syd | Mos | LA | Man | Punkte |
| ---- | --------------------- | --- | --- | -- | --- | ------ |
| 1.   | Yumari González       | –   | 7   | 4  | 8   | 19     |
| 2.   | Annalisa Cucinotta    | –   | 12  | 6  | –   | 18     |
| 3.   | Julija Arustamowa     | 7   | –   | 7  | –   | 14     |
| 4.   | Vera Koedooder        | 12  | –   | –  | –   | 12     |
|      | Sarah Hammer          | –   | –   | 12 | –   | 12     |
|      | Jianling Wang         | –   | –   | –  | 12  | 12     |
|      | Jarmila Machačová     | –   | 6   | –  | 6   | 12     |
| 8.   | Lessja Kalytowska     | –   | 10  | –  | –   | 10     |
|      | Charlotte Becker      | 10  | –   | –  | –   | 10     |
|      | Rebecca Quinn         | –   | –   | 10 | –   | 10     |
|      | Yoanka González Pérez | –   | 8   | 2  | –   | 10     |

### Keirin

#### Ergebnisse
| Datum             | Ort         | Sieger             | Zweiter         | Dritter     |
| ----------------- | ----------- | ------------------ | --------------- | ----------- |
| 19. November 2006 | Sydney      | Guo Shuang         | Jennie Reed     | Dana Glöß   |
| 17. Dezember 2006 | Moskau      | Victoria Pendleton | Christin Muche  | Dana Glöß   |
| 21. Januar 2007   | Los Angeles | Daniela Larreal    | Guo Shuang      | Jennie Reed |
| 25. Februar 2007  | Manchester  | Victoria Pendleton | Oxana Grischina | Guo Shuang  |

#### Stand
| Pos. | Fahrer             | Syd | Mos | LA | Man | Punkte |
| ---- | ------------------ | --- | --- | -- | --- | ------ |
| 1.   | Guo Shuang         | 12  | –   | 10 | 8   | 30     |
| 2.   | Victoria Pendleton | –   | 12  | –  | 12  | 24     |
| 3.   | Oxana Grischina    | 7   | 4   | –  | 10  | 21     |
| 4.   | Jennie Reed        | 10  | –   | 8  | –   | 18     |
| 5.   | Dana Glöß          | 8   | 8   | –  | –   | 16     |
| 6.   | Daniela Larreal    | –   | 1   | 12 | –   | 13     |
| 7.   | Natalja Zilinskaja | 4   | 6   | –  | –   | 10     |
|      | Christin Muche     | –   | 10  | –  | –   | 10     |
|      | Clara Sanchez      | 3   | –   | 7  | –   | 10     |
| 10.  | Yvonne Hijgenaar   | –   | 3   | 5  | –   | 8      |
|      | Anna Blyth         | –   | 5   | –  | 3   | 8      |